# مزید فریح العنزی
مزید فریح العنزی (انگلیسی: Mazyad Freeh؛ زادهٔ ۶ ژوئیهٔ ۱۹۸۹) یک ورزشکار اهل عربستان سعودی است.